# Wapen van Yerseke

Wapen van Yerseke

Het wapen van Yerseke werd in 1817 door de Hoge Raad van Adel in gebruik bevestigd. Het wapen bleef tot 1970 in gebruik, op 1 januari dat jaar is de gemeente opgegaan in de gemeente Reimerswaal. Op 17 december 2002 heeft de gemeenteraad van Reimerswaal besloten de oude gemeentewapens, waaronder dat van Yerseke, in ere te herstellen als dorpswapens.

## Blazoenering
Bij de tekening is geen tekst vermeld. Later is er door de Hoge Raad van Adel een blazoenering bij geschreven. De tekst hiervan luidt als volgt:
In zilver negen hermelijnstaartjes, geplaatst vijf en vier; een schildhoofd van keel, beladen met een golvende dwarsbalk van zilver.
Het wapen is zilver met daarop in totaal negen hermelijnstaartjes (het schild is dus zelf niet van hermelijn) waarop net als bij het wapen van Hoedekenskerke hoedjes op zijn geplaatst. De staartjes staan in twee rijen: de bovenste heeft er vijf en de onderste heeft er vier. Boven dit alles een rood schildhoofd met daarin een zilveren golvende dwarsbalk.

## Geschiedenis
Het wapen is al bekend sinds de 17e eeuw en in gebruik, om die reden is het wapen in 1817 niet toegekend, maar in gebruik erkend. Een toekenning vindt plaats bij een nieuw ontworpen wapen. Een erkenning in gebruik vindt plaats bij een wapen dat al in gebruik was en wat na een onderzoek aan de gemeente gekoppeld kan worden. Tot de toevoeging van het schildhoofd, in de eerste helft van de 17e eeuw, was het wapen gelijk aan dat van de familie De Vrieze van Oostende. Hierdoor werd het wapen vergelijkbaar met dat van Hoedekenskerke. De beide wapens zijn vrijwel gelijk aan elkaar. Alleen het rode schildhoofd verschilt, in het wapen van Hoedekenskerke zijn drie gouden hoeden geplaatst in plaats van een golvende zilveren dwarsbalk.

## Verwante wapens
Onderstaande wapens zijn verwant aan dat van Yerseke:

Het wapen van Hoedekenskerke
Het wapen van het waterschap De Breede Watering bewesten Yerseke

Borsele · Goes · Hulst · Kapelle · Middelburg · Noord-Beveland · Reimerswaal · Schouwen-Duiveland · Sluis · Terneuzen · Tholen · Veere · Vlissingen
Aagtekerke
· Aardenburg
· Arnemuiden
· Axel
· Baarland
· Bath
· Biervliet
· Biggekerke
· Bloois
· Bommenede
· Borssele
· Boschkapelle
· Botland
· Breskens
· Brigdamme
· Brijdorpe
· Brouwershaven
· Bruinisse
· Burgh
· Buttinge
· Cadzand
· Clinge
· Colijnsplaat
· Domburg
· Dreischor
· Driewegen
· Duiveland
· Duivendijke
· Elkerzee
· Ellemeet
· Ellewoutsdijk
· Eversdijk
· Gapinge
· Graauw en Langendam
· 's-Gravenpolder
· Grijpskerke
· Groede
· Haamstede
· 's-Heer Abtskerke
· 's-Heer Arendskerke
· 's-Heer Hendrikskinderen
· 's-Heerenhoek
· Heille
· Heinkenszand
· Hengstdijk
· Hoedekenskerke
· Hoek
· Hontenisse
· Hoofdplaat
· Hoogelande
· IJzendijke
· Kapelle
· Kats
· Kattendijke
· Kerkwerve
· Klaaskinderkerke
· Kleverskerke
· Kloetinge
· Koewacht
· Kortgene
· Koudekerke
· Krabbendijke
· Kruiningen
· Looperskapelle
· Maire
· Mariekerke
· Meliskerke
· Middenschouwen
· Nieuw- en Sint Joosland
· Nieuwerkerk
· Nieuwerkerke
· Nieuwlande
· Nieuwvliet
· Nisse
· Noordgouwe
· Noordwelle
· Oostburg
· Oosterland
· Oostkapelle
· Oost-Souburg
· Oost- en West-Souburg
· Ossenisse
· Oud-Vossemeer
· Oudelande
· Ouwerkerk
· Overslag
· Ovezande
· Philippine
· Poortvliet
· Renesse
· Rengerskerke en Zuidland
· Retranchement
· Rilland
· Rilland-Bath
· Ritthem
· Sas van Gent
· Scherpenisse
· Schoondijke
· Schore
· Serooskerke (Schouwen-Duiveland)
· Serooskerke (Veere)
· Sinoutskerke en Baarsdorp
· Sint Anna ter Muiden
· Sint-Annaland
· Sint Jansteen
· Sint Kruis
· Sint Laurens
· Sint-Maartensdijk
· Sint Philipsland
· Sirjansland
· Sluis
· Sluis-Aardenburg
· Stavenisse
· Stoppeldijk
· Valkenisse (Walcheren)
· Valkenisse (Zuid-Beveland)
· Vogelwaarde
· Vrouwenpolder
· Waarde
· Waterlandkerkje
· Wemeldinge
· West-Souburg
· Westdorpe
· Westenschouwen
· Westerschouwen
· Westkapelle
· Westkapelle-Buiten en Sirpoppekerke
· Westkerke
· Wissekerke
· Wissenkerke
· Wolphaartsdijk
· Yerseke
· Zaamslag
· Zierikzee
· Zonnemaire
· Zoutelande
· Zuiddorpe
· Zuidzande
· Zwake

Dorpswapens: Geersdijk
· Hansweert
· Kamperland